# Vũ Ninh, Cửu Giang
Vũ Ninh (chữ Hán giản thể: 武宁县) là một huyện thuộc địa cấp thị Cửu Giang, tỉnh Giang Tây, Cộng hòa Nhân dân Trung Hoa. Huyện này có diện tích 3506,6 ki-lô-mét vuông, dân số năm 1999 là 378.000 người. Mã số bưu chính của huyện là, 332800 Vũ Ninh 4 mặt giáp núi. Huyện này hệ thống giao thông đường bộ phát khá hoàn chính. Kinh tế huyện này chủ yếu là nông nghiệp. Ở đây có một số danh thắng và di tích như Tháp Văn Phong, Núi Liễu, Núi Cửu Cung, Động Lỗ Khê.

## Hành chính
Vũ Ninh được chia ra làm 20 đơn vị hành chính cấp hương, gồm 1 nhai đạo, 8 trấn và 11 hương. Ngoài ra huyện này còn quản lí 1 đơn vị tương đương cấp hương khác
- Nhai đạo: Dự Ninh (豫宁街道)
- Trấn: Tân Ninh (新宁镇), Tuyền Khẩu (泉口镇), Lỗ Khê (鲁溪镇), Thuyền Than (船滩镇), Lễ Khê (澧溪镇), La Bình (罗坪镇), Thạch Môn Lâu (石门楼镇), Tống Khê (宋溪镇)
- Hương: Đại Động (大洞乡), Hoành Lộ (横路乡), Quan Liên (官莲乡), Cân Khẩu (巾口乡), Đông Lâm (东林乡), Thượng Thang (上汤乡), Phủ Điền (甫田乡), Thanh Giang (清江乡), Thạch Độ (石渡乡), Dương Châu (杨洲乡), La Khê (罗溪乡)

Đơn vị ngang cấp hương khác
- Khu khai phát kinh tế kĩ thuật Vạn Phúc (万福经济技术开发区管委会)